# Rivière Émile
La rivière Émile est un cours d'eau qui coule dans les territoires du Nord-Ouest.  Elle est un affluent de la rivière Marian. Elle contribue au bassin fluvial du fleuve Mackenzie.

## Géographie
La rivière Émile a une longueur d'environ trois cents kilomètres. Elle prend sa source dans la région septentrionale des territoires du Nord-Ouest à une altitude de 440 mètres. Elle s'écoule vers le Sud à travers le bouclier canadien et rejoint la rivière Marian dans laquelle elle se jette à une altitude de 156 mètres soit une dénivellation de 284 mètres depuis sa source. 
Son bassin versant est de 4 850 km2 et son débit à la confluence à Basler Lake (en) est de 16 m3/s.